# IFA Fistball World Tour Finals 2022
Die dritte Austragung der IFA Fistball World Tour Finals fand von 6. bis 9. Oktober 2022 statt. Austragungsort der Finals war Curitiba.

## Vergabe
Am 15. Jänner 2022 gab der Internationale Faustballverband die Vergabe der dritten IFA Fistball World Tour Finals bekannt.

## Teilnehmer
Qualifiziert sind die sechs Meister der kontinentalen Regionen Afrika, Asien, Australien/Ozeanien, Europa, Nordamerika und Südamerika. Dazu sind die beiden besten Mannschaften der IFA Fistball World Tour 2022 teilnahmeberechtigt. Verzichtet der Meister einer kontinentalen Region auf die Teilnahme, wird das Feld mit der bestplatzierten, nicht qualifizierten Mannschaft der IFA Fistball World Tour 2022 aufgefüllt.

## World Tour Finals Männer

### Teilnehmer
| # | Team                  | Land               | Kontinent   | Qualifikation          | Platz World Tour |
| - | --------------------- | ------------------ | ----------- | ---------------------- | ---------------- |
| 1 | Clube Duque de Caxias | Brasilien          | Südamerika  | Kontinentalmeister     |                  |
| 2 | TSV Pfungstadt        | Deutschland        | Europa      | Kontinentalmeister '19 |                  |
| 3 | Swim & Sports Club    | Vereinigte Staaten | Nordamerika | Kontinentalmeister     |                  |
| 4 | Tigers Vöcklabruck    | Österreich         | Europa      | Kontinentalmeister '21 |                  |
| 5 | S.G. Novo Hamburgo    | Brasilien          | Südamerika  | World Tour             | 2                |
| 6 | DSG UKJ Froschberg    | Österreich         | Europa      | World Tour             | 4                |
| 7 | TV Stammheim          | Deutschland        | Europa      | World Tour             | 5                |
| 8 | TV Enns               | Österreich         | Europa      | World Tour             | 7                |

### Spielplan
Die acht teilnehmenden Teams spielen in zwei 4er-Gruppen die Halbfinalisten aus, anschließend werden in zwei Halbfinalen die Finalisten ermittelt. Sämtliche Spiele wird auf drei Gewinnsätze gespielt.

#### Vorrunde
Gruppe A
| Do., 6. Oktober 2022 |   |           |                       |   |                       |                                    |
| 1                    | 1 | 12:30 Uhr | Clube Duque de Caxias | – | Swim & Sports Club    | 3:0 (11:6, 11:3, 11:2)             |
| 2                    | 1 | 12:30 Uhr | Tigers Vöcklabruck    | – | DSG UKJ Froschberg    | 2:3 (2:11, 7:11, 11:7, 11:4, 8:11) |
| Fr., 7. Oktober 2022 |   |           |                       |   |                       |                                    |
| 4                    | 1 | 09:30 Uhr | DSG UKJ Froschberg    | – | Swim & Sports Club    | 3:1 (11:7, 11:5, 12:14, 11:8)      |
| 5                    | 1 | 09:30 Uhr | Tigers Vöcklabruck    | – | Clube Duque de Caxias | 3:1 (6:11, 11:9, 11:6, 12:10)      |
| 8                    | 1 | 15:00 Uhr | Tigers Vöcklabruck    | – | Swim & Sports Club    | 3:0 (11:3, 11:8, 11:7)             |
| Sa., 8. Oktober 2022 |   |           |                       |   |                       |                                    |
| 11                   | 1 | 09:45 Uhr | Clube Duque de Caxias | – | DSG UKJ Froschberg    | 3:1 (11:5, 7:11, 11:7, 11:6)       |

| Pl. | Team                  | Sp. | Sätze | Ballverh. | Pkt. |
| --- | --------------------- | --- | ----- | --------- | ---- |
| 1   | Tigers Vöcklabruck    | 3   | 8:3   | 112:098   | 4    |
| 2   | Clube Duque de Caxias | 3   | 6:4   | 109:080   | 4    |
| 3   | DSG UKJ Froschberg    | 3   | 7:6   | 118:113   | 4    |
| 4   | Swim & Sports Club    | 3   | 1:9   | 063:111   | 0    |

Gruppe B
| Do., 6. Oktober 2022 |   |           |                    |   |                    |                                    |
| 3                    | 1 | 13:30 Uhr | TSV Pfungstadt     | – | TV Stammheim       | 3:1 (9:11, 11:9, 11:5, 14:12)      |
| Fr., 7. Oktober 2022 |   |           |                    |   |                    |                                    |
| 6                    | 1 | 10:45 Uhr | TV Stammheim       | – | TV Enns            | 0:3 (10:12, 6:11, 10:12)           |
| 7                    | 1 | 10:45 Uhr | TSV Pfungstadt     | – | S.G. Novo Hamburgo | 3:0 (11:5, 13:11, 11:8)            |
| 9                    | 1 | 17:00 Uhr | S.G. Novo Hamburgo | – | TV Enns            | 3:0 (11:9, 11:3, 11:7)             |
| Sa., 8. Oktober 2022 |   |           |                    |   |                    |                                    |
| 10                   | 1 | 09:45 Uhr | TSV Pfungstadt     | – | TV Enns            | 2:3 (11:9, 9:11, 11:2, 9:11, 7:11) |
| 12                   | 1 | 11:00 Uhr | S.G. Novo Hamburgo | – | TV Stammheim       | 3:0 (11:7, 11:5, 11:5) 33:17       |

| Pl. | Team               | Sp. | Sätze | Ballverh. | Pkt. |
| --- | ------------------ | --- | ----- | --------- | ---- |
| 1   | TSV Pfungstadt     | 3   | 8:4   | 127:105   | 4    |
| 2   | S.G. Novo Hamburgo | 3   | 6:3   | 090:071   | 4    |
| 3   | TV Enns            | 3   | 6:5   | 098:106   | 4    |
| 4   | TV Stammheim       | 3   | 1:9   | 080:113   | 0    |

#### Halbfinale
| Sa., 8. Oktober 2022 |   |           |                    |   |                       |                         |
| 13                   | 1 | 15:15 Uhr | Tigers Vöcklabruck | – | S.G. Novo Hamburgo    | 0:3 (6:11, 9:11, 11:13) |
| 14                   | 1 | 16:45 Uhr | TSV Pfungstadt     | – | Clube Duque de Caxias | 3:0 (11:7, 11:8, 11:7)  |

#### Finalrunde
Spiel um Platz 7 
| So., 9. Oktober 2022 |   |           |                    |   |              |                               |
| 15                   | 1 | 09:00 Uhr | Swim & Sports Club | – | TV Stammheim | 1:3 (12:10, 4:11, 9:11, 4:11) |

 Spiel um Platz 5 
| So., 9. Oktober 2022 |   |           |                    |   |         |                                 |
| 16                   | 1 | 10:15 Uhr | DSG UKJ Froschberg | – | TV Enns | 3:1 (11:13, 15:14, 12:10, 11:9) |

 Spiel um Platz 3 
| So., 9. Oktober 2022 |   |           |                    |   |                       |                                     |
| 17                   | 1 | 13:15 Uhr | Tigers Vöcklabruck | – | Clube Duque de Caxias | 2:3 (11:9, 7:11, 11:9, 7:11, 11:13) |

 Finale 
| So., 9. Oktober 2022 |   |           |                    |   |                |                         |
| 18                   | 1 | 16:15 Uhr | S.G. Novo Hamburgo | – | TSV Pfungstadt | 0:3 (9:11, 7:11, 11:13) |

## World Tour Finals Frauen

### Teilnehmer
| # | Team                   | Land        | Kontinent  | Qualifikation          | Platz World Tour |
| - | ---------------------- | ----------- | ---------- | ---------------------- | ---------------- |
| 1 | Clube Duque de Caxias  | Brasilien   | Südamerika | Kontinentalmeister '20 |                  |
| 2 | TSV Dennach            | Deutschland | Europa     | Kontinentalmeister '20 |                  |
| 3 | TV Jahn Schneverdingen | Deutschland | Europa     | Kontinentalmeister '21 |                  |
| 3 | Sogipa Porto Alegre    | Brasilien   | Südamerika | World Tour             | 3                |
| 4 | Club Manquehue         | Chile       | Südamerika | World Tour             | 5                |
| 6 | S.G. Novo Hamburgo     | Brasilien   | Südamerika | World Tour             | 6                |
| 7 | VfL Kellinghusen       | Schweiz     | Europa     | World Tour             | 11               |
| 8 | Union Nussbach         | Österreich  | Europa     | World Tour             |                  |

### Spielplan
Die acht teilnehmenden Teams spielen in zwei 4er-Gruppen die Halbfinalisten aus, anschließend werden in zwei Halbfinalen die Finalisten ermittelt. Sämtliche Spiele wird auf drei Gewinnsätze gespielt.

#### Vorrunde
Gruppe A
| Do., 6. Oktober 2022 |   |           |                        |   |                        |                               |
| 1                    | 1 | 09:00 Uhr | TSV Dennach            | – | SOGIPA Porto Alegre    | 1:3 (8:11, 12:10, 9:11, 7:11) |
| 2                    | 1 | 09:00 Uhr | TV Jahn Schneverdingen | – | Club Manquehue         | 3:1 (9:11, 12:10; 11:5, 11:6) |
| 5                    | 1 | 15:00 Uhr | SOGIPA Porto Alegre    | – | Club Manquehue         | 3:0 (11:6, 11:7, 11:6)        |
| 6                    | 1 | 15:00 Uhr | TSV Dennach            | – | TV Jahn Schneverdingen | 0:3 (13:15, 13:15, 8:11)      |
| Fr., 7. Oktober 2022 |   |           |                        |   |                        |                               |
| 9                    | 1 | 12:00 Uhr | TV Jahn Schneverdingen | – | SOGIPA Porto Alegre    | 0:3 (6:11, 14:15, 8:11)       |
| 10                   | 1 | 12:00 Uhr | TSV Dennach            | – | Club Manquehue         | 3:0 (11:9, 11:5, 11:5)        |

| Pl. | Team                   | Sp. | Sätze | Ballverh. | Pkt. |
| --- | ---------------------- | --- | ----- | --------- | ---- |
| 1   | SOGIPA Porto Alegre    | 3   | 9:1   | 113:083   | 6    |
| 2   | TV Jahn Schneverdingen | 3   | 6:4   | 112:103   | 4    |
| 3   | TSV Dennach            | 3   | 4:6   | 103:103   | 2    |
| 4   | Club Manquehue         | 3   | 1:9   | 070:109   | 0    |

Gruppe B
| Do., 6. Oktober 2022 |   |           |                       |   |                    |                               |
| 3                    | 1 | 10:15 Uhr | Union Nußbach         | – | VFL Kellinghusen   | 3:0 (11:6, 11:8, 11:5)        |
| 4                    | 1 | 10:15 Uhr | Clube Duque de Caxias | – | S.G. Novo Hamburgo | 3:0 (11:3, 11:8, 11:2)        |
| 7                    | 1 | 16:30 Uhr | S.G. Novo Hamburgo    | – | VFL Kellinghusen   | 0:3 (5:11, 9:11, 9:11)        |
| 8                    | 1 | 16:30 Uhr | Clube Duque de Caxias | – | Union Nußbach      | 3:0 (11:8, 11:7, 15:13)       |
| Fr., 7. Oktober 2022 |   |           |                       |   |                    |                               |
| 11                   | 1 | 08:30 Uhr | Union Nußbach         | – | S.G. Novo Hamburgo | 3:0 (11:9, 11:5, 11:9)        |
| 12                   | 1 | 08:30 Uhr | Clube Duque de Caxias | – | VFL Kellinghusen   | 3:1 (11:5, 11:7, 9:11, 13:11) |

| Pl. | Team                  | Sp. | Sätze | Ballverh. | Pkt. |
| --- | --------------------- | --- | ----- | --------- | ---- |
| 1   | Clube Duque de Caxias | 3   | 9:1   | 114:075   | 6    |
| 2   | Union Nußbach         | 3   | 6:3   | 94:079    | 4    |
| 3   | VFL Kellinghusen      | 3   | 4:6   | 86:100    | 2    |
| 4   | S.G. Novo Hamburgo    | 3   | 0:9   | 59:099    | 0    |

#### Halbfinale
| Sa., 8. Oktober 2022 |   |           |                       |   |                        |                        |
| 13                   | 1 | 12:15 Uhr | SOGIPA Porto Alegre   | – | Union Nußbach          | 3:0 (11:3, 11:9, 11:6) |
| 14                   | 1 | 13:45 Uhr | Clube Duque de Caxias | – | TV Jahn Schneverdingen | 3:0 (11:7, 11:7, 11:5) |

#### Finalrunde
Spiel um Platz 7 
| So., 9. Oktober 2022 |   |           |                |   |                    |                          |
| 15                   | 1 | 09:00 Uhr | Club Manquehue | – | S.G. Novo Hamburgo | 3:0 (15:14, 11:8, 11:3)) |

Spiel um Platz 5
| So., 9. Oktober 2022 |   |           |             |   |                  |                        |
| 16                   | 1 | 10:15 Uhr | TSV Dennach | – | VFL Kellinghusen | 3:0 (11:9, 11:5, 11:4) |

 Spiel um Platz 3 
| So., 9. Oktober 2022 |   |           |               |   |                        |                                    |
| 17                   | 1 | 11:45 Uhr | Union Nußbach | – | TV Jahn Schneverdingen | 2:3 (11:7, 7:11, 11:3, 9:11, 6:11) |

 Finale 
| So., 9. Oktober 2022 |   |           |                     |   |                       |                              |
| 18                   | 1 | 14:45 Uhr | SOGIPA Porto Alegre | – | Clube Duque de Caxias | 3:1 (6:11, 11:3, 11:6, 11:7) |